# Alphabetically Arranged
Alphabetically Arranged est le premier album de Best Fwends sorti en 2007. Il comprend tous les morceaux enregistrés par le groupe durant les quatre années précédentes, d'où un nombre de pistes assez importants.

## Liste des titres
1. Aaww-some  (3:54)
2. Adultnap
3. Bedroom music
4. Bump in the day
5. Cloud of hope
6. Comforter
7. D.e.e.p.
8. Days seem shorter
9. Diet coke head
10. Dream off
11. Dump in the dark
12. Earth fwend fire
13. Get away from me
14. Get cleen
15. Greetings to you
16. Hous ghost
17. I'm gonna bake you
18. Jump off the pavement
19. Little robowan
20. M.y.s.e.l.f.
21. Ninja turdle
22. Nountain
23. Orange marker
24. Safety scissors
25. Sing to this
26. Skate or live
27. Smooth jazz blanket
28. Ultimate teem
29. Zwzzt
30. Aaww-some
31. Bump in the day
32. Get cleen
33. M.y.s.e.l.f.
34. Skate or live